# Hulasageri, Badami
Hulasageri là một làng thuộc tehsil Badami, huyện Bagalkot, bang Karnataka, Ấn Độ.